# Лісне (Земетчинський район)
Лісне́ (рос. Лесное) — село у складі Земетчинського району Пензенської області, Росія.
Населення — 15 осіб (2010; 35 у 2002).
Національний склад станом на 2002 рік:
- росіяни — 100 %